# Hoornconcert (Taylor)
Matthew Taylor componeerde zijn hoornconcert opus 23 voor hoorn en kamerorkest in 1999. In 2004 reviseerde hij zijn eigen compositie.
Het concert is in 1999 als opdracht geschreven voor een festival van Ryedale, al waar ook de première plaatsvond. De solist was hoornist Richard Watkins, met wie de componist jaren daarvoor al kennis had gemaakt en die toen vroeg om een hoornconcert. Het begeleidende ensemble was toen Goldberg Ensemble. In januari 2004 vond de Londense première plaats in het Barbican, dit keer door Adam Walters, het Sound Collective met dirigent Tom Hammond.

## Compositie
De compositie bestaat uit twee delen, die dan weer onderverdeeld zijn:
1. Deel 1 Allegro vigoroso - Scherzo - vivace – Trio – Scherzo (return);
2. Deel 2 Lento, Grave – Andante grazioso – Lento, Grave – Finale – Fuga Homage to Max Reger – Allegro Vigoroso.

Het is zelfs in dit hoornconcert duidelijk te horen dat hij een vriend was van Robert Simpson; de muziek klinkt fris, melodisch en toch modern. In andere composities maakt Taylor ook veelvuldige gebruik van de hoorns om een compositie "licht" te houden; dat is hier in extremo gedaan.

## Bron en discografie
- Uitgave Dutton Epoch; Richard Watkins, het Royal Ballet Sinfonia o.l.v. de componist.